# Kidwelly
Kidwelly és un burg municipal del Regne Unit, al comtat de Caramarthen del País de Gal·les. Té una població de 17.190 habitants (2008). Els normands li concediren gran importància per la seva situació estratègica. El castell primitiu fou construït el 1044 per Guillem de Londres. L'any 1135 fou atacat per Gwenllian, esposa d'un príncep de Gal·les. Posteriorment el castell passà a la casa de Lancaster.